# Анна фон Баден-Дурлах
Анна фон Баден-Дурлах (на немски: Anna von Baden-Durlach; * април 1512, Карлсруе; † сл. 1579, замък Зигмаринген) е маркграфиня от Баден-Дурлах и чрез женитба графиня на Хоенцолерн.

## Произход
Тя е най-възрастната дъщеря на маркграф Ернст фон Баден-Дурлах (1482 – 1553) и първата му съпруга Елизабет фон Бранденбург-Ансбах-Кулмбах (1494 – 1518), дъщеря на маркграф Фридрих II фон Бранденбург-Ансбах-Кулмбах. Сестра е на Бернхард (1517 – 1553), маркграф на Баден-Дурлах.

## Фамилия
Анна се омъжва на 11 февруари 1537 г. в Пфорцхайм за граф Карл I фон Хоенцолерн (1516 – 1576), имперски дворцов президент и граф на Хайгерлох. Те имат децата:
- Ферфрид (1538 – 1556),
- Мария (1544 – 1611), омъжена за Швайкхард фон Хелфенщайн (1539 – 1599), президент на имперския съд, императорски щатхалтер на Тирол, писател
- Айтел Фридрих IV (1545 – 1605), граф на Хоенцолерн-Хехинген
- Карл II (1547 – 1606), граф на Хоенцолерн-Зигмаринген, женен на 18 януари 1569 г. в Мюнхен за Евфросина фон Йотинген (1552 – 1590), сестра на Вилхелм II фон Йотинген-Валерщайн-Шпилберг
- Йохана (1548 – 1604), омъжена на 13 януари 1564 г. в Мюнхен за граф Вилхелм II фон Йотинген-Валерщайн-Шпилберг (1544 – 1602)
- Мария Якобея (1549 – 1578), омъжена на 8 август 1563 г. в Зигмаринген за Леонхард V фон Харах-Рорау (1542 – 1597)
- Елеонора (1551 – 1598), омъжена на 6 май 1572 г. в Зигмаринген за фрайхер и „трушсес“ Карл фон Валдбург-Траухбург (1548 – 1593)
- Христоф (1552 – 1592), граф на Хоенцолерн-Хайгерлох
- Магдалена (1553 – 1571), монахиня в Холц
- Йоахим (1554 – 1587), граф на Цолерн
- Кунигунда (1558 – 1595), монахиня в Инцигкофен